# Discophlebia lucasii
Discophlebia lucasii là một loài bướm đêm thuộc họ Oenosandridae. Nó được tìm thấy ở south-east quarter of Úc.
Sải cánh dài khoảng 50 mm.

## Hình ảnh

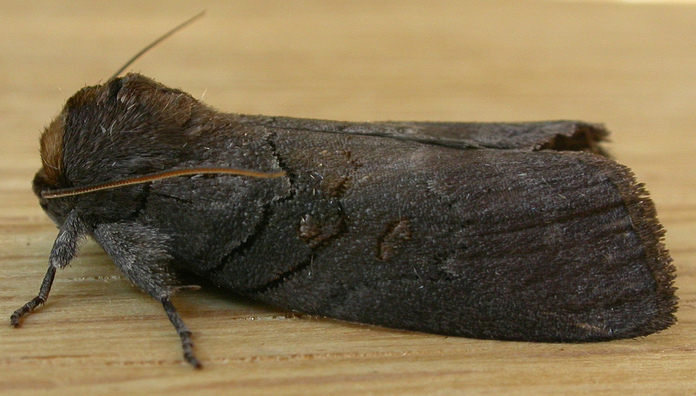
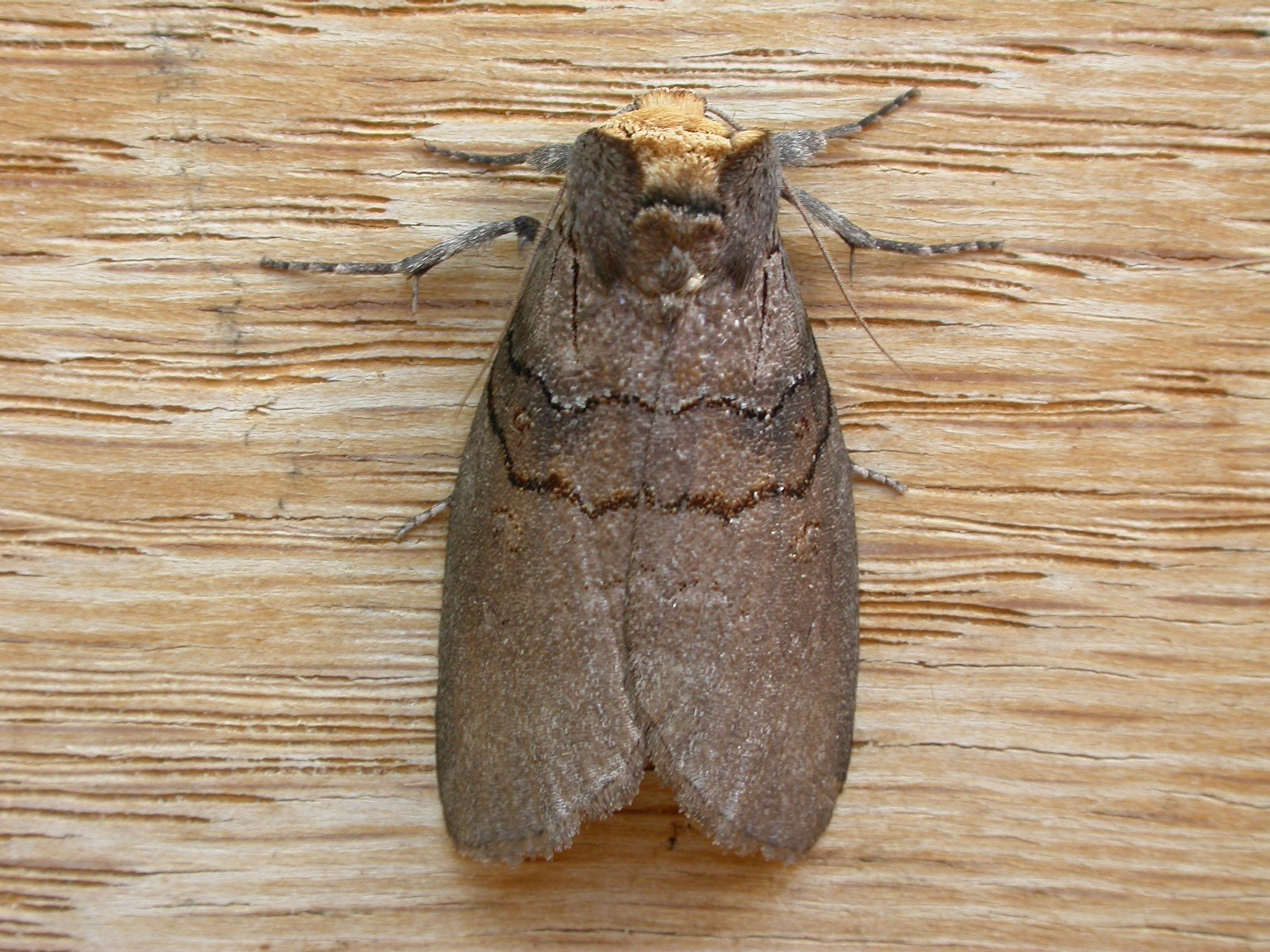
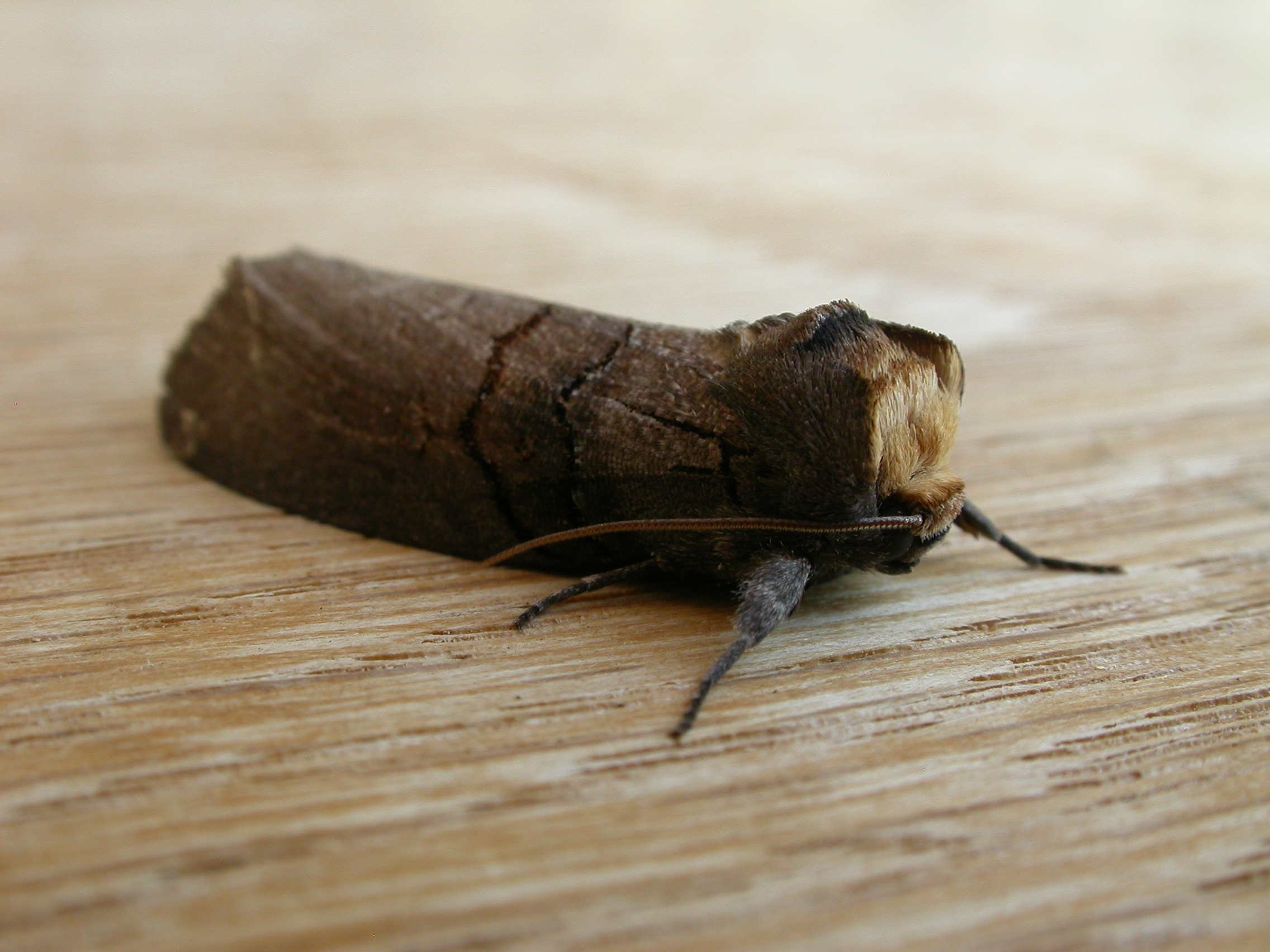